# Mordellistena engelharti
Mordellistena engelharti es una especie de coleóptero de la familia Mordellidae.

## Distribución geográfica
Habita en Dinamarca, Alemania, Francia y  Córcega.